# David Munyon

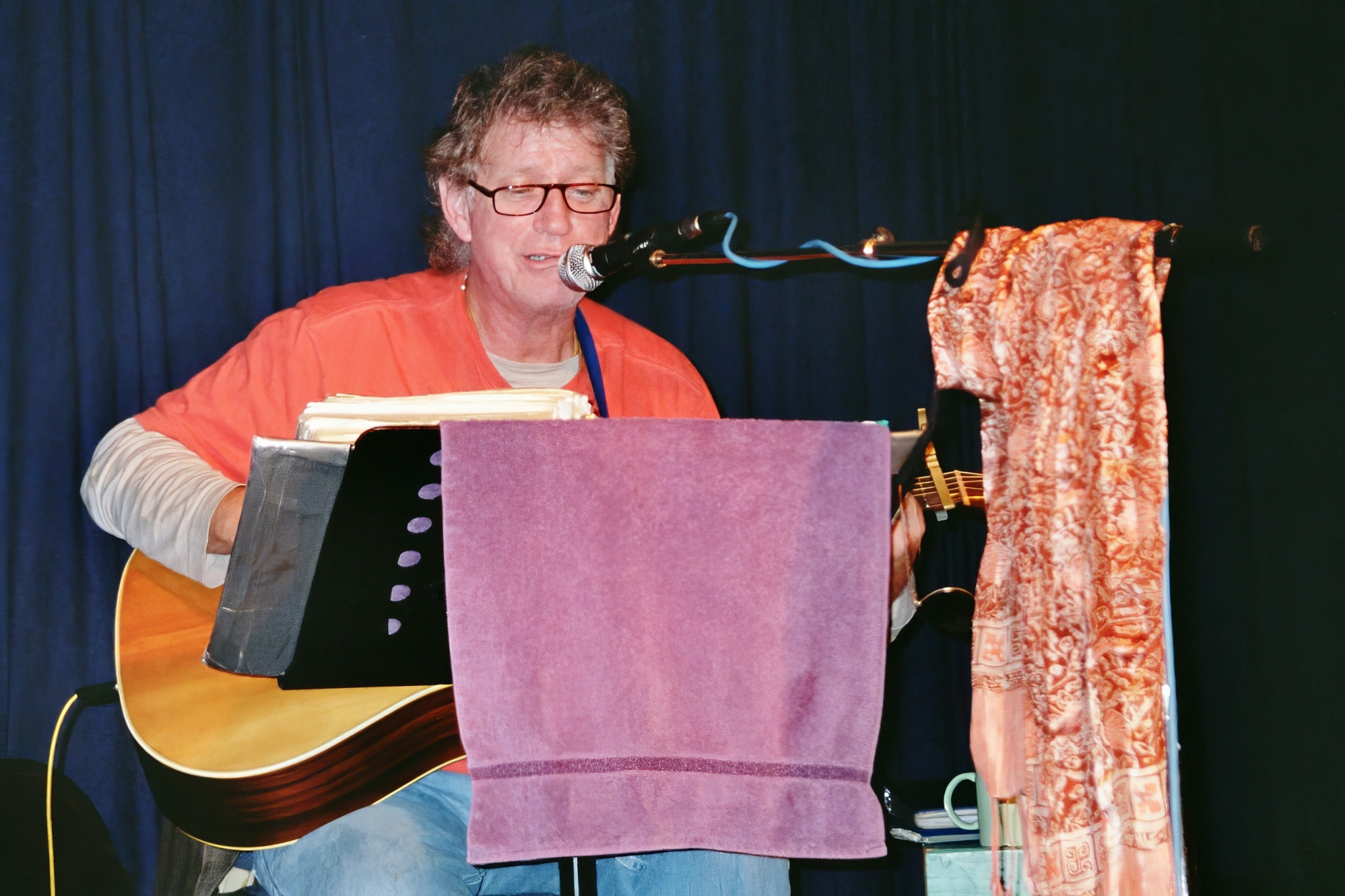
David Munyon bei seinem Café-Nova-Auftritt in Essen, im Rahmen der World Love Tour 2005

David „Jumper“ Munyon (* 19. August 1952 in Newport, Rhode Island) ist ein US-amerikanischer Singer-Songwriter und Gitarrist.

## Leben
David Munyon wurde als letztes von fünf Kindern der Eheleute Chet Munyon (ein NASA-Techniker) und Lola Mae Munyon (die Tochter eines Predigers) geboren und macht seit seinem 12. Lebensjahr Musik.
In den Niederlanden gab es Anfang 2009 einen Kino-Musikdokumentarfilm zu sehen, in dem unter anderen auch David Munyon in seiner Heimat porträtiert wird. Der Film Searchin’ for the heart of the Heartlands wurde im Herbst 2008 in den USA nach einer Idee von Ad van Meurs gedreht.
David Munyon ist auch ein eifriger Hobby-Maler, der seinen eigenen, wohl eher als naive Kunst zu bezeichnenden frugalen Stil selbst gerne als „Cool Art à la Vincent van Gogh trifft auf Forrest Gump“ beschreibt.

## Musik
Munyon hat in Europa eine weit größere Fangemeinde als in seiner amerikanischen Heimat. Das liegt unter anderem daran, dass er zwischen 1994 und 2006 mehrfach durch verschiedene europäische Länder tourte und dass acht seiner bisherigen Album-CDs von den deutschen Labels Glitterhouse Records und Stockfisch Records veröffentlicht wurden. Von seinem Debütalbum, CodeName: Jumper (1990), wurden ursprünglich in den USA dem Vernehmen nach weniger als 700 Exemplare verkauft, die spätere deutsche Wiederveröffentlichung war dagegen weitaus erfolgreicher. Neben den neun „offiziellen“ Alben hat Munyon noch drei Album-CD-Rs aus Eigenproduktionen in seinem Repertoire, die er jedoch nur nach Bedarf kurzfristig herstellt und dann ausschließlich via Mailorder-Service selbst vertreibt.
Während seine unspektakuläre Roots- oder auch Americana-Music mit zumeist genau auf den Punkt kommenden Texten die Folk-, R&B- und Blues-Fans gleichermaßen erfreut, faszinieren besonders die in audiophilen Kreisen sehr hoch angesehenen Stockfisch-Produktionen aus dem renommierten Tonstudio von Günter Pauler im niedersächsischen Northeim die „Wohlklangfanatiker“ und machten den tiefreligiösen „Jumper“ Munyon, nach vielerlei Alkohol-Problemen in den 1970ern, ab Mitte der 1990er hauptsächlich in Deutschland, den Niederlanden und Großbritannien zu einem echten Insider-Tipp. Diesen Non-Mainstream-Status spiegeln auch seine unspektakulären, fast intimen Auftritte vor kleinem Publikum wider, die nicht selten drei oder sogar vier Stunden dauern und von ihm einzig für kurze „Pinkelpausen“ unterbrochen werden. Und dass er dabei ständig auf die Repertoire-Wünsche seiner Zuhörerschaft eingeht, sich dafür sogar immer wieder artig bedankt, liegt ganz einfach in der Natur des Yogananda-Jüngers und nimmermüden Friedensapostels Munyon und ist unverkennbar alles andere als pure Anbiederei an seine Fans.

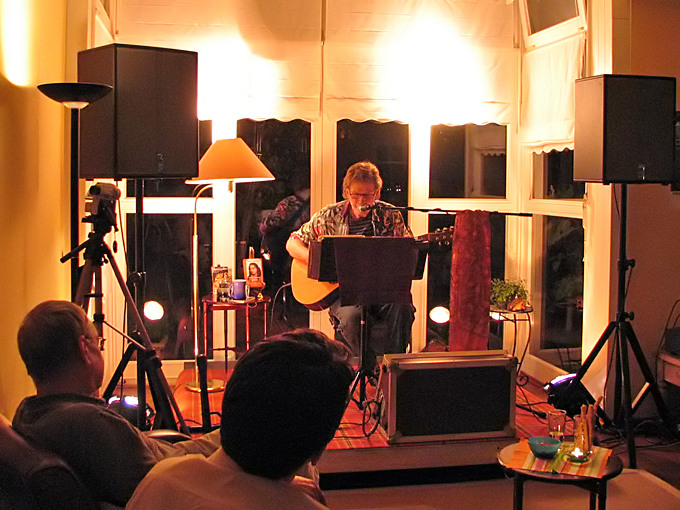
David Munyon bei seinem Wohnzimmer-Konzert 2005 in Senden, bei dem auch seine erste DVD entstand

David Munyon lässt sich auf seinen eher seltenen Tourneen sogar für so genannte Home concerts bzw. Living room gigs buchen, bei denen er vor ganz kleinem privaten Publikum spielt. Im Rahmen eines derartig intimen Wohnzimmer-Auftritts entstand im September 2005 in Senden im Münsterland auch seine erste DVD.
Munyon ist als Songwriter auch für einige Kollegen attraktiv und schrieb zum Beispiel Eric Burdon für dessen 2004er-Album My Secret Life den Titel Over The Border und für das 2006er-Album Soul Of A Man mit GTO und Never Give Up Blues gleich zwei Songs.
Im Juli 2006 hat David Munyon in den legendären Londoner Abbey Road Studios sein Album Song For Danko aufgenommen. Dieses Solo-Acoustic-Album und besonders sein Titelsong ist dem Musiker Rick Danko (The Band) gewidmet, der 1999 verstarb. Die CD wurde Mitte August 2006 veröffentlicht.
Too Cool – Hymns from Ozark via Adelaide Street erschien im März 2007 auf Mobile Home Records und ist ein sogenanntes Solo/Electric and Drum Maschine Album von David Munyon. Die Aufnahmen entstanden in einem Studio in seinem Heimatort Dothan im Jahr 2005.
Im Juli 2007 war David für Aufnahmen für seine CD Some Songs for Mary erneut in einem Londoner Studio. Die CD wurde im Februar 2008 auf Mobile Home Records veröffentlicht.
Für das audiophile Label Stockfisch-Records in Northeim hat David im August 2007 ebenfalls neue Songs eingespielt. Das Projekt heißt Big Shoes und ist eine Kollektion von Cover-Songs bekannter Musiker. Dieses Album wurde im März 2009 veröffentlicht und auf einer anschließenden, erfolgreichen Tour auch live vorgestellt.
Ron Hitchcock, von Hitchcock Media aus Los Angeles, hat im Oktober 2007 zwei alte Alben von David Munyon veröffentlicht, die dieser Anfang der 1970er in Kalifornien und Florida aufgenommen hatte. Es sind David Munyons Erstlingswerke Dogs Sleeping und For lovin’ someone: Early Acoustic. Beide Alben stehen bisher nur auf iTunes zum Download zur Verfügung. Eine Veröffentlichung auf CD ist vorerst nicht geplant.
Ab April 2008 lebte Munyon für einige Zeit in London. Er hat dort in einem Studio 13 neue Songs eingespielt, die im Dezember 2010 für sein neues Album Meanwhile, Back in Japan auf Mobile Home Records veröffentlicht werden. From The Shade Of The Big Mamosa, von 2001, wurde digital remastered, teilweise re-recorded und ist im Herbst 2008 mit neuem Cover und Booklet wieder veröffentlicht worden.
Zum ersten Mal veröffentlichte David Munyon mit Midwest 2012 ein Album beim amerikanischen Label Tate Music Group.
Am 1. April 2016 erschien das neue Studioalbum Clark, nachdem es im Herbst 2015 mittels Crowdfunding finanziert wurde. Aufgenommen wurden die 10 Songs des Albums am 1. April 2014 während einer Tourpause in Chemnitz. Mitte Mai 2016 erschien dieses neue Album auch erstmals in auf 300 Exemplare limitierter 180g-Vinyl-Schallplatten-Fassung, die jedoch um zwei Songs gekürzt werden musste. Diese Vinyl Fassung wies jedoch teilweise große Herstellungsmängel auf, so dass nur ca. 120 weitgehend fehlerfreie Exemplare in Umlauf kamen.
Ebenfalls am 1. April 2016 erschien, parallel zum Studioalbum, das erste offizielle Livealbum Official Bootleg Collection Vol. 1 – Tour 2013. Das Album dokumentiert Teile der Deutschland-Tour 2013 und ist ausschließlich solo-akustisch.
Am 19. Dezember 2016 erschien das zweite offizielle Livealbum, Live 2014 – Official Bootleg Collection Vol. 2. Darauf wurde erstmals die langjährige Gelegenheitskooperation mit dem deutschen Bluesmusiker Biber Herrmann dokumentiert, der an der zweiten Gitarre intuitiv und improvisiert Munyons Songs untermalt. Entsprechend blueslastig ist daher auch das Album ausgefallen.
Ende Februar 2018 erschien das 22. Studioalbum Planetary. Wie das vorherige Studioalbum, Clark, das mittels Crowdfunding finanziert wurde. Das Album erschien auf CD inkl. einer Bonus-DVD, auf der lockere Demosessions und Live-Eindrücke dokumentiert sind. Des Weiteren erschien ein auf 300 Exemplare limitierter Doppel-Vinyl-Release Ende März 2018, der neben den 15 regulären Songs noch 4 Bonustracks umfasst. Planetary wurde im Frühling 2017 während einer Deutschland-Tour im Chemnitzer Sonic Music Tonstudio eingespielt und markiert das erste Studioalbum, das in Kooperation mit dem deutschen Bluesmusiker Biber Herrmann entstand, der bei sieben Songs mitwirkte. Produziert wurde das Album erneut, wie bereits Clark und die beiden Official-Bootleg-Live-Alben, von Sebastian Linke. Der Albumtitel musste jedoch nach Veröffentlichung aus markenrechtlichen Gründen geändert werden. Der ursprüngliche Titel lautete Planetary Nights, der jedoch durch eine gleichnamige US-Band geschützt wurde. Ausgeliefert werden derzeit (März 2018) jedoch noch die ursprünglichen Exemplare. Weitere Auflagen sollen dann mit abgeänderten Coverart erscheinen.
Am 12. Juli 2019 erschien mit Dresden, You are so lovely der dritte Teil der Official Bootleg Collection als Doppel-CD und dokumentiert das komplette Solo-Livekonzert in der Dresdner Dreikönigskirche am 4. März 2012.
2021 erschien das 24. Studioalbum American Guitar. Es wurde am 4. November 2020 in einer spontanen Solo-Akustik-Session bei einem Freund von David Munyon in Birmingham, Alabama, im Keller aufgenommen und beinhaltet, bis auf den neuen Song Rail Bird Cages, ausschließlich Songs aus früheren Schaffensperioden in den 80ern und 90ern, die bislang noch nicht veröffentlicht wurden. Zeitgleich im April 2021 erschien außerdem die EP Songs For Space Travellers. Limitiert auf nur 200 handnummerierte Exemplare, wurde diese nur auf der offiziellen Website des Künstlers vertrieben. Dokumentiert werden darauf Highlights einer anderen „Kellersession“ in Birmingham, Alabama, vom 17. Oktober 2020. Die EP beinhaltet sechs ausschließlich neue und bis dahin unveröffentlichte Songs.
Im Dezember 2021 erschien das auf 200 Stück limitierte Solokonzeptalbum Cowboy Movie. Es dokumentiert eine Aufnahmesession aus dem Jahr 2008 und die 11 darauf enthaltenen Songs drehen sich thematisch um den Wilden Westen.
Im Dezember 2022 erschien das 26. Studioalbum, Hong Kong Bob's – Echo, Alabama. Der Titel des Albums bezieht sich auf seinen Wohntrailer in Alabama, USA. Bereits im April 2017 fanden in Günter Paulers Stockfisch Studio in Northeim die Aufnahmen der Solotracks statt. Der Multiinstrumentalist Ian Melrose konnte als Arrangeur gewonnen werden und spielt darauf eine Vielzahl an Instrumenten. Außerdem sind mit Katja Werker und Kerstin Blodig zusätzlich zwei starke weibliche Stimmen zu hören. Die Aufnahmen der beteiligten Musiker fanden Ende 2021 in den Due Leone Studios statt.
Im Dezember 2024 erschien das Livealbum This Is My Story – The Final Peace Tour 2023 Concert. Es dokumentiert das Abschlusskonzert seiner 2023er-Peace-Tour im „Kleines Haus“ (Staatsschauspiel) in Dresden am 29. Oktober 2023. Es ist das erste und bislang einzige Konzert gemeinsam mit dem Multiinstrumentalisten Ian Melrose. Außerdem ist die Singer-Songwriterin Katja Werker bei drei Songs in den Backvocals zu hören.
Im Januar 2025 erschien die 7" Vinyl-Single Rockin' In The Free World, welche zwei Coversongs enthält, die im Rahmen von Studioaufnahmen im Oktober 2023 im Chemnitzer Sonic Music Studio aufgenommen wurden. Auch für diese Platte wurde Ian Melrose erneut als Arrangeur gewonnen und spielt dabei eine Vielzahl an Instrumenten. Die Single ist auf 200 handnummerierte Exemplare limitiert.

## Diskografie
- 1990: CodeName: Jumper
- 1995: Stories From The Curve: Christian Hill Community, Alabama
- 1996: Acrylic Teepees
- 1996: Slim Possibilities
- 1997: Down To The Wire
- 1998: Poet Wind
- 2001: Songs From A Mobile Home, Pretty Much Feng Shui
- 2001: From The Shade Of The Big Mamosa
- 2004: More Songs For Planet Earth
- 2004: Seven Leaves In A Blue Bowl Of Water
- 2004: Two Billion Banjo Blues, Songs For Eric Burdon
- 2005: David Munyon, World Love Tour 2005, Live in Senden
- 2006: Song For Danko
- 2007: Too Cool – Hymns From Ozark Via Adelaide Street
- 2007:Dogs Sleeping (aufgenommen in den frühen 1970er-Jahren; veröffentlicht 2007)
- 2007: For Lovin’ Someone: Early Acoustic (aufgenommen in den frühen 1970er-Jahren)
- 2008: Some Songs For Mary
- 2009: Big Shoes
- 2009: Searchin’ For The Heart Of The Heartlands
- 2011: Meanwhile Back In Japan
- 2011: Pretty Blue
- 2012: Midwest
- 2013: Waterside - The ghost of Sonny Hamm
- 2013: Purple Cadillacs
- 2016: Clark
- 2016: Official Bootleg Collection Vol.1 - Live 2013
- 2016: Live 2014 - Official Bootleg Collection Vol.2
- 2018: Planetary
- 2019: Dresden ... You are so lovely - Live 2012 - Official Bootleg Collection Vol.3
- 2019: Longer Road For The Songs
- 2020: In The Netherlands '96
- 2021: Songs For Space Travellers EP
- 2021: American Guitar
- 2021:  Cowboy Movie
- 2022: Hong Kong Bob's - Echo, Alabama
- 2024: This Is My Story - The Final Peace Tour 2023 Concert
- 2025: Rockin' In The Free World
- 2025: 7 Crows Against A Greyer Sky Vol. 1
- 2025: 7 Crows Against A Greyer Sky Vol. 2